# SG Bruchköbel
Die SG Bruchköbel (offiziell: Sportgemeinschaft 1868 Bruchköbel e. V.) ist ein Sportverein aus Bruchköbel im Main-Kinzig-Kreis. Die erste Fußballmannschaft spielte ein Jahr in der damals viertklassigen Oberliga Hessen. Die erste Handballmannschaft Herren nahm zweimal am DHB-Pokal teil. Die erste Damenmannschaft qualifizierte sich 2013 für die DHB-Hauptrunde.

## Geschichte
Im Jahre 1868 wurde die Turngemeinde Bruchköbel gegründet, von der sich 1894 die Turngesellschaft Bruchköbel abspaltete. 1909 wurde bei der Turngemeinde eine Fußballabteilung gegründet, die 1927 als VfR Bruchköbel eigenständig wurde. Sechs Jahre später wurden der VfR und die Turngemeinde als Mitglieder des Arbeiter-Turn- und Sportbundes verboten. Die Fußballer gründeten daraufhin den 1. FC Bruchköbel als Nachfolgeverein, der vier Jahre später mit der Turngesellschaft Bruchköbel zum VfL Bruchköbel fusionierte. Dieser wurde nach dem Ende des Zweiten Weltkrieges verboten. Die heutige SG Bruchköbel wurde am 2. Februar 1946 gegründet.

### Fußball
Nach vielen Jahren in unteren Spielklassen gelang im Jahre 1990 erstmals der Aufstieg in die Landesliga Hessen-Süd. Nach dem sofortigen Wiederabstieg gelang erst 1999 der Wiederaufstieg, dem zwei Jahre später der erneute Abstieg folgte. Erst nach dem dritten Aufstieg im Jahre 2003 konnte sich die SG etablieren und schaffte 2005 unter Trainer Holger Trimhold gar den Aufstieg in die Oberliga Hessen. Aufgrund des schlechteren Torverhältnis gegenüber den punktgleichen 1. FC Schwalmstadt, KSV Baunatal und FSV Steinbach mussten die Bruchköbler gleich wieder absteigen. Danach spielte die Mannschaft wieder in der Landesliga bzw. Verbandsliga. In der Saison 2017/2018 stieg die SG Bruchköbel in die Gruppenliga Frankfurt Ost ab. Seitdem spielt man wieder in dieser Klasse.

### Handball
Die Handballer der SG Bruchköbel qualifizierten sich zweimal für den DHB-Pokal. 2009 scheiterte die Mannschaft in der ersten Runde an der HG Oftersheim/Schwetzingen, ein Jahr später ebenfalls in der ersten Runde am TuS Wermelskirchen. Die Handballerinnen qualifizierten sich 2013 für die erste DHB-Pokal Hauptrunde. Die Auslosung ergab ein Auswärtsspiel bei TV Strombach / Gummersbach. Das Spiel wurde mit 24:31 gewonnen und damit die 2. Hauptrunde erreicht. Die Auslosung ergab hier ein Heimspiel gegen den Bundesligisten TuS Weibern. In der Saison 2016/17 stieg die erste Herrenmannschaft in die 3. Liga auf.

### Tischtennis
Die Tischtennisabteilung der SG Bruchköbel fährt seit 2007 auf der Erfolgsspur. Dutzende Kreis- sowie Bezirksmeister wurden hervorgebracht sowie einige Platzierungen auf Hessenebene.
Seit 2011 wird in einer eigenen Tischtennishalle mit rotem Olympiaboden trainiert.
Den größten Coup landete der Verein 2013 mit dem Gewinn der deutschen Mini-Meisterschaft durch Simon Winterstein.

## Persönlichkeiten
| - Hrvoje Batinović - Oscar Corrochano - Mike Fuhrig | - Joachim Jüriens - Alexej Kurilenko - René Makondele | - Uli Schaus - Vlado Stenzel - Holger Trimhold |